# Silene (mythologie)

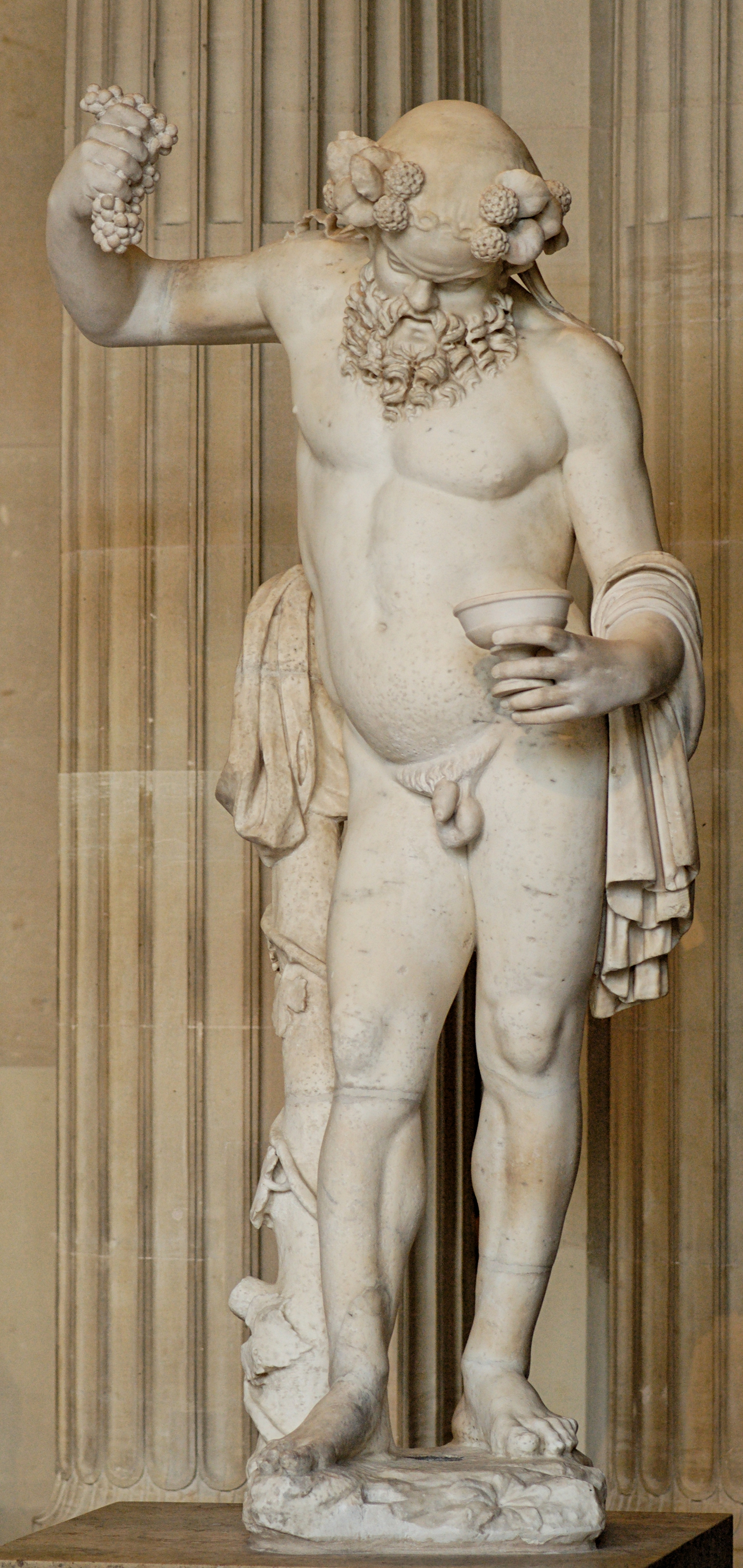
Dronken silene, Romeins beeld in de Louvre

De Silenen waren fabeldieren uit de Griekse mythologie. Zij waren half man, half paard en zaten voortdurend de nimfen achterna en vrijden met hen in grotten. De Satyrs, eveneens natuurdemonen, worden vaak vereenzelvigd met de Silenen omdat hun beschrijving gelijkluidend is, op een enkele na die omschreven wordt als half man, half bok. Een bekende Satyr of Silene is Marsyas, een begaafd fluitspeler en onderwijzer van muziek.